# IEEE 802.11n
IEEE 802.11n należy do grupy standardów IEEE, które określają metody transmisji w bezprzewodowych sieciach lokalnych. Został zatwierdzony w roku 2009. Standard 802.11n pracuje z szybkościami 100,35; 252,88; 540 Mb/s przy pasmie częstotliwości 2.4 lub 5.0 GHz. Osiąganie takich prędkości możliwe jest dzięki użyciu technologii Multiple Input Multiple Output (MIMO) wykorzystująca wiele anten do nadawania/odbioru sygnału, czyli sygnał jest nadawany z kilku źródeł i odbierany przez kilka odbiorników. Ponadto urządzenia 802.11n potrafią wykorzystywać wiele kanałów transmisyjnych do stworzenia jednego połączenia, co teoretycznie dodatkowo podwaja dostępną prędkość transmisji. Przepustowość, z nadmiarem kodowania przy wykorzystaniu wszystkich anten, sieci 802.11n sięga do 600 Mb/s.